# Mörk cell
Mörk cell förekom i fängelserna ännu under 1800-talet och början av 1900-talet som disciplinstraff för till exempel den som försökte rymma, och innebar att cellen knappt hade något ljus. Senare började användandet minska, och i Sverige förbjöds det slutligen 1938. År 1945 kom lagen om verkställighet av frihetsstraff, där det i stället handlade om andra disciplinära åtgärder, till exempel varning, förluster av förmåner eller inneslutning i enrum.